# Konzert für Menschenrechte

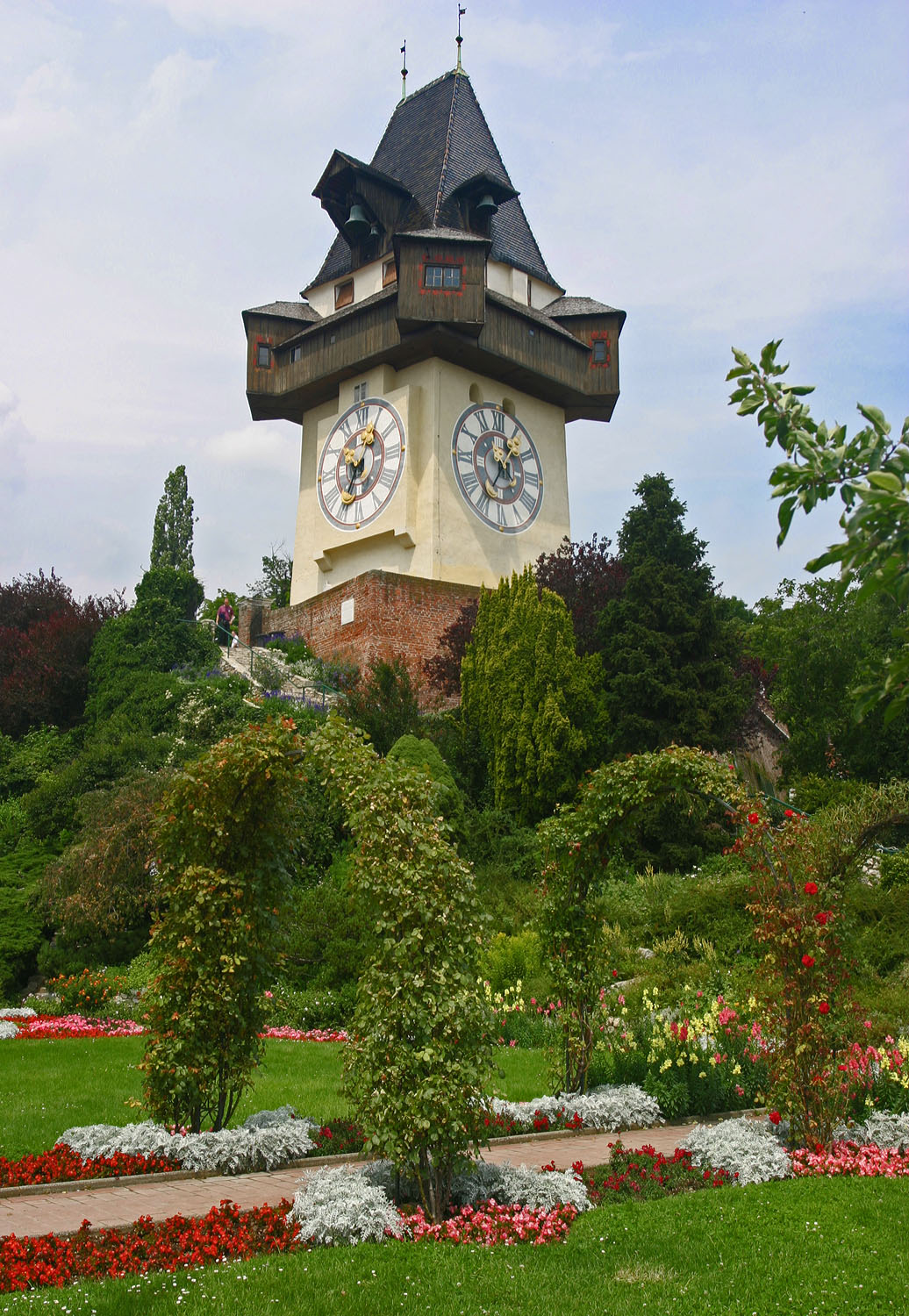
Graz, der Veranstaltungsort für das Konzert für Menschenrechte

Das Konzert für Menschenrechte findet in unregelmäßiger Abfolge im Grazer Stefaniensaal statt und wird vom Musikverein für Steiermark veranstaltet. 2017 wurde es erstmals einen Tag nach dem Tag der Menschenrechte durchführt. Das Konzert erinnert an die Allgemeine Erklärung der Menschenrechte und beinhaltet musikalische Werke mit einer Friedensbotschaft.
Graz ist seit 2001 die erste Menschenrechtsstadt Europas.

## Konzept
Alfred Stingl, Altbürgermeister von Graz und Vizepräsident des Musikvereins, prägte den Satz: „Keine Kultur ohne Menschenrechte und keine Menschenrechte ohne Kultur.“ Der Musikverein für Steiermark betont ausdrücklich: „Die Menschenrechte sollten und sollen ein geistiger, kultureller und politischer Wegweiser für die Gestaltung einer anderen Welt der Zukunft sein.“ In diesem Sinne erfolgt die Auswahl der Musikstücke, auch die internationalen Besetzungen sollen ein Zeichen der Verständigung und der friedlichen Koexistenz darstellen. 
Dirk Kaftan, Chefdirigent des Grazer Philharmonischen Orchesters von 2013 bis 2017, wählte für sein Konzert für Menschenrechte neben Beethovens Tripelkonzert die Leningrader Symphonie von Dmitri Schostakowitsch. Er begründete dies so: „Diese Symphonie bringt nicht den moralischen Holzhammer, sondern den Glauben an die Menschen in Bewegung.“

## Programm und Mitwirkende
| Datum             | Orchester, Dirigent                                                                                        | Solisten, Sänger, Sprecher                                                                               | Programm |       |
| 10. März 2014     | Radio-Symphonieorchester Wien Grazer Opernchor Krzysztof Penderecki                                        | Peter Matić Sprecher Izabela Matula Sprecher Alberto Mizrahi Kantor                                      | - Penderecki Concerto grosso für drei Violoncelli und Orchester - Schönberg Ein Überlebender aus Warschau - Penderecki Kaddisch, Kantate für Orchester, Frauenstimme, Männerchor und Kantor | [ 2 ] |
| 9. April 2015     | Orchester der Wiener Staatsoper Chor der Wiener Staatsoper Ádám Fischer                                    | Paul Groves Florestan Camilla Nylund Leonore Tomasz Konieczny Don Pizzaro Wolfgang Bankl Rocco           | - Beethoven Fidelio (konzertante Aufführung) | [ 3 ] |
| 29. Oktober 2015  | Merlin Ensemble Martin Walch                                                                               | Karl Markovics Sprecher                                                                                  | - Strawinsky Histoire du soldat | [ 4 ] |
| 6. März 2017      | Grazer Philharmoniker Dirk Kaftan                                                                          | Sascha Maisky Violine Mischa Maisky Violoncello Lily Maisky Klavier                                      | - Beethoven Tripelkonzert - Dmitri Schostakowitsch Leningrader Symphonie | [ 5 ] |
| 11. Dezember 2017 | Orchester der Kunstuniversität Graz Chor der Kunstuniversität Graz Franz Jochum Chorleitung Ingo Ingensand | Aleksandra Rybakova Sopran Belén Alonso Sopran Feride Büyükdenktas Alt Myriam García Fidalgo Violoncello | - Bohuslav Martinů: Mahnmal für Lidice - Alban Berg: 3 Bruchstücke aus Wozzeck, op. 7 - Giuseppe Verdi: Chor der Geflüchteten aus Macbeth - Johannes Brahms: Schicksalslied, op. 54 Symphonie der Menschenrechte: - Juan Pablo Trad Hasbun: Ein befreiter Mensch - Shiqi Geng: Am duftenden Pfad im kleinen Garten - Robert Christoph Bauer: Nachtmusik für Ashraf Fayadh - Frederik Neyrinck: Precarité | [ 6 ] |

## Konzerte derselben oder ähnlicher Thematik
Am 7. März 2013 fand in Berlin ein Konzert für Menschenrechte in Russland statt. Eine Reihe namhafter Künstler, darunter die Pianistin Martha Argerich und der Geiger Gidon Kremer traten auf.
Am 16. Dezember 2015 gaben 240 Lernende aller Schulstufen in Luzern ein Konzert für Menschenrechte. Eine Folgeveranstaltung gab es am 21. Dezember 2016, diesmal mit 220 Kindern, Jugendlichen und junge Erwachsenen aus Primar-, Sekundar-, Mittel- und Hochschulen.